# Associazione Sportiva Taranto 1958-1959
Questa pagina raccoglie le informazioni riguardanti l'Associazione Sportiva Taranto nelle competizioni ufficiali della stagione 1958-1959.

## Rosa
| N. |                   | Ruolo | Calciatore           |
| -- | ----------------- | ----- | -------------------- |
|    | Italia (bandiera) | C     | Ermanno Alloni       |
|    | Italia (bandiera) | D     | Giampiero Bartoli    |
|    | Italia (bandiera) | C     | Piero Biagini        |
|    | Italia (bandiera) | A     | Pietro Biagioli      |
|    | Italia (bandiera) | P     | Romano Collovati     |
|    | Italia (bandiera) | C     | Rocco D'Amore        |
|    | Italia (bandiera) | C     | Luciano De Roma      |
|    | Italia (bandiera) | A     | Amalio Ferrarese     |
|    | Italia (bandiera) | A     | Pietro Fiorindi      |
|    | Italia (bandiera) | C     | Antonio Giammarinaro |

| N. |                   | Ruolo | Calciatore        |
| -- | ----------------- | ----- | ----------------- |
|    | Italia (bandiera) | A     | Lamberto Giorgis  |
|    | Italia (bandiera) | C     | Mario Giunta      |
|    | Italia (bandiera) | D     | Enrico Luzi       |
|    | Italia (bandiera) | C     | Vieri Magli       |
|    | Italia (bandiera) | D     | Giovanni Manzella |
|    | Italia (bandiera) | D     | Giorgio Odling    |
|    | Italia (bandiera) | A     | Luciano Redegalli |
|    | Italia (bandiera) | P     | Fabio Soldaini    |
|    | Italia (bandiera) | D     | Mirco Tagliamento |
|    | Italia (bandiera) | A     | Giuseppe Zessar   |

## Risultati

### Campionato

#### Girone di andata
| 8 gennaio 1958 1ª giornata | Catania | 1 – 1 | Taranto |  |

| 28 settembre 1958 2ª giornata | Taranto | 1 – 0 | Como |  |

| 5 ottobre 1958 3ª giornata | Taranto | 2 – 0 | Lecco |  |

| 12 ottobre 1958 4ª giornata | Atalanta | 1 – 0 | Taranto |  |

| 19 ottobre 1958 5ª giornata | Taranto | 0 – 0 | Prato |  |

| 26 ottobre 1958 6ª giornata | Taranto | 2 – 0 | Sambenedettese |  |

| 2 novembre 1958 7ª giornata | Novara | 2 – 1 | Taranto |  |

| 16 novembre 1958 8ª giornata | Taranto | 2 – 1 | Cagliari |  |

| 23 novembre 1958 9ª giornata | Reggiana | 1 – 1 | Taranto |  |

| 30 novembre 1958 10ª giornata | Taranto | 1 – 0 | Brescia |  |

| 7 dicembre 1958 11ª giornata | Messina | 3 – 1 | Taranto |  |

| 14 dicembre 1958 12ª giornata | Vigevano | 0 – 2 | Taranto |  |

| 21 dicembre 1958 13ª giornata | Taranto | 1 – 2 | Venezia |  |

| 15 dicembre 1946 14ª giornata | Taranto | 1 – 1 | Marzotto Valdagno |  |

| 4 gennaio 1959 15ª giornata | Verona | 1 – 0 | Taranto |  |

| 11 gennaio 1959 16ª giornata | Taranto | 2 – 1 | Zenit Modena |  |

| 18 gennaio 1959 17ª giornata | Simmenthal-Monza | 1 – 1 | Taranto |  |

| 25 gennaio 1959 18ª giornata | Taranto | 1 – 1 | Parma |  |

| 1º febbraio 1959 19ª giornata | Palermo | 3 – 0 | Taranto |  |

#### Girone di ritorno
| 8 febbraio 1959 20ª giornata | Taranto | 1 – 0 | Catania |  |

| 15 febbraio 1959 21ª giornata | Como | 2 – 1 | Taranto |  |

| 22 febbraio 1959 22ª giornata | Lecco | 3 – 2 | Taranto |  |

| 1º marzo 1959 23ª giornata | Taranto | 1 – 1 | Atalanta |  |

| 8 marzo 1959 24ª giornata | Prato | 0 – 0 | Taranto |  |

| 15 marzo 1959 25ª giornata | Sambenedettese | 1 – 1 | Taranto |  |

| 19 marzo 1959 26ª giornata | Taranto | 1 – 1 | Novara |  |

| 22 marzo 1959 27ª giornata | Cagliari | 1 – 1 | Taranto |  |

| 29 marzo 1959 28ª giornata | Taranto | 0 – 0 | Reggiana |  |

| 5 aprile 1959 29ª giornata | Brescia | 2 – 0 | Taranto |  |

| 12 aprile 1959 30ª giornata | Taranto | 2 – 1 | Messina |  |

| 19 aprile 1959 31ª giornata | Taranto | 2 – 1 | Vigevano |  |

| 26 aprile 1959 32ª giornata | Venezia | 1 – 1 | Taranto |  |

| 3 maggio 1959 33ª giornata | Marzotto Valdagno | 1 – 0 | Taranto |  |

| 10 maggio 1959 34ª giornata | Taranto | 1 – 3 | Verona |  |

| 17 maggio 1959 35ª giornata | Zenit Modena | 1 – 1 | Taranto |  |

| 24 maggio 1959 36ª giornata | Taranto | 0 – 2 | Simmenthal-Monza |  |

| 31 maggio 1959 37ª giornata | Parma | 1 – 1 | Taranto |  |

| 6 giugno 1959 38ª giornata | Taranto | 1 – 0 | Palermo |  |

## Statistiche

### Statistiche di squadra
| Competizione | Punti | In casa | In casa | In casa | In casa | In casa | In casa | In trasferta | In trasferta | In trasferta | In trasferta | In trasferta | In trasferta | Totale | Totale | Totale | Totale | Totale | Totale | DR |
| Competizione | Punti | G       | V       | N       | P       | Gf      | Gs      | G            | V            | N            | P            | Gf           | Gs           | G      | V      | N      | P      | Gf     | Gs     | DR |
| ------------ | ----- | ------- | ------- | ------- | ------- | ------- | ------- | ------------ | ------------ | ------------ | ------------ | ------------ | ------------ | ------ | ------ | ------ | ------ | ------ | ------ | -- |
| Serie B      | 37    | 19      | 10      | 6       | 3       | 22      | 15      | 19           | 1            | 9            | 9            | 15           | 26           | 38     | 11     | 15     | 12     | 37     | 41     | -4 |
| Coppa Italia |       | -       | -       | -       | -       | -       | -       | 1            | 0            | 0            | 1            | 0            | 1            | 1      | 0      | 0      | 1      | 0      | 1      | -1 |
| Totale       |       | 19      | 10      | 6       | 3       | 22      | 15      | 20           | 1            | 9            | 10           | 15           | 27           | 39     | 11     | 15     | 13     | 37     | 42     | -5 |

### Statistiche dei giocatori
| Giocatore       | Serie B  | Serie B | Coppa Italia | Coppa Italia | Totale   | Totale |
| Giocatore       | Presenze | Reti    | Presenze     | Reti         | Presenze | Reti   |
| --------------- | -------- | ------- | ------------ | ------------ | -------- | ------ |
| E. Alloni       | 34       | 0       | -            | -            | 34       | 0      |
| G. Bartoli      | 38       | 0       | -            | -            | 38       | 0      |
| P. Biagioli     | 12       | 3       | -            | -            | 12       | 3      |
| C. Bianchi      | -        | -       | 1            | 0            | 1        | 0      |
| R. Collovati    | 5        | -7      | -            | -            | 5        | -7     |
| R. D'Amore      | 24       | 0       | 1            | 0            | 25       | 0      |
| L. De Roma      | 3        | 0       | -            | -            | 3        | 0      |
| A. Ferrarese    | 14       | 1       | 1            | 0            | 15       | 1      |
| P. Fiorindi     | 35       | 11      | -            | -            | 35       | 11     |
| A. Giammarinaro | 35       | 6       | 1            | 0            | 36       | 6      |
| L. Giorgis      | 38       | 2       | 1            | 0            | 39       | 2      |
| M. Giunta       | 4        | 1       | -            | -            | 4        | 1      |
| E. Luzi         | 2        | 0       | -            | -            | 2        | 0      |
| V. Magli        | 17       | 1       | -            | -            | 17       | 1      |
| G. Manzella     | 31       | 0       | 1            | 0            | 32       | 0      |
| G. Odling       | 33       | 0       | 1            | 0            | 34       | 0      |
| L. Redegalli    | 38       | 7       | 1            | 0            | 39       | 7      |
| F. Soldaini     | 33       | -34     | 1            | -1           | 34       | -35    |
| M. Tagliamento  | 22       | 4       | 1            | 0            | 23       | 4      |
| G. Zessar       | -        | -       | 1            | 0            | 1        | 0      |